# ナンシー (AV女優)
ナンシー（1979年 - ）は、主に日本で活動するAV女優、AV監督。

## 来歴・人物
キカタン女優。代表的な作品群にミュウとのレズナンパもの(ホットエンターテイメント)がある。真性のレズビアンで、レズもの作品の出演が多く、また、SM、スカトロ、キャットファイトといった過激な作品やイベントへの出演も多い。
デビュー当初は頭髪を剃っていた。「ナンシーうずまき」の名前で出演している作品もある。

## 作品

### アダルトビデオ
1999年
- 私は男のアナルが大好きなのでペニバンはめて挿入しちゃいました!（1月1日、ドリームクリエイト） 他出演:夏目ミュウ

2001年
- 美麗脚酷命館（1月20日 クインズビデオ）共演:月花、涼
- 熟女・太陽の季節（7月28日、シネマK）共演：木村恵子、桐島秋子、杉本まりえ、篠原五月
- 美少女排泄隊 コスプレ.スカドル5人組（8月9日、ハムレット）共演:堤さやか、倉本安奈、森中智恵美、大友このみ
- 臭っさ～いの好き2 立石サヤカ（11月7日、アロマ企画）共演:立石サヤカ、倉本安奈、りえ坊
- 熟女篠原五月 両刀のエロス（11月10日、シネマK）共演：篠原五月、桜井あきら、杉沢麻子、川奈まり子
- 真 美少女ウンチ ～ロ●ータ便器～（12月20日、SODクリエイト）共演:倉本安奈、瑞江あい、川奈まり子、大友このみ、島塚薫

2002年
- うんこDEチュ～4（2月13日、アロマ企画）共演:刹奈紫之、紫羽あやめ
- プチスカポリス（4月9日、アロマ企画）共演:刹奈紫之、小春桃香、倉本安奈
- 臭っさ～いの好き3 可憐（4月24日、アロマ企画）共演:斉藤知華、可憐、倉本安奈
- 酒と女でつづる ウズまき脱糞帳（9月25日、アロマ企画）共演:卯月妙子
- レズ・ミッション2 （12月15日、MOODYZ）共演:デヴィ、他出演：松葉まどか、由月理帆

2003年
- 鼻めくり（1月31日、アロマ企画）共演:武藤サキ
- 総勢11名!!エルドラド変態スカトロパーティー SIDE1（2月6日、ディープス）共演:倉本安奈、徳井唯、りん。、三代目葵マリー
- 雌舌の響宴（2月14日、アロマ企画）共演:卯月妙子、刹奈紫之
- 総勢11名!!エルドラド変態スカトロパーティー SIDE2（2月20日、ディープス）共演:倉本安奈、徳井唯、りん。、三代目葵マリー
- 臭っさ～いの好きやねん ～美女に汚物をかけられたい（3月14日、アロマ企画）共演:倉本安奈、りえ坊、飯塚マナ
- 美人妻 白百合晩餐館III(4月20日、マスカット）※「小泉百合子」名義共演:友崎亜希、楠真由美、宮下真紀、麻生きょうこ、友田真希
- M的願望症候群29（5月20日、BOOTS）他出演:沙妃、MIKA、ジュン、なつ、美有真理
- 紫之便（9月26日、アロマ企画）共演:刹奈紫之
- M的願望症候群36（12月20日、BOOTS）他出演:奈津美、久美子、かぐや、あや、ウテナ

2004年
- リンチマニア ビンタ編（1月30日、アロマ企画）他出演:三上翔子、飯塚マナ、倉本安奈、楠木さやか、小池笑美
- お姉さまたちの敏感爆乳ペット（2月18日、ワープエンタテインメント）共演:ミュウ、秋津薫、松島やや
- 素人レズキスナンパ（7月1日、ムーディーズ）
- 箱入りスカトロ三人姉妹 スカトロレズビアン姉妹（9月27日、アヴァ）共演:愛沢チヒロ、月岡千瀬、他出演:東野ありす、牧村涼
- わたしは天然マゾ 中野千夏（10月1日、h.m.p）共演:中野千夏、ミュウ

2005年
- ひわい・・・4 女教師接写なぶり（2月4日、桃太郎映像）共演:大和るか
- 禁断のスカトロ花嫁 レズビアン黄金伝説（2月26日、アヴァ）共演:金村麻美、冴木麿江、ひなこ
- ナンシーのミラクルレズげっちゅ!!（4月28日、フール）
- 100%顔出し 素人レズナンパ（5月27日 ビッグモーカル）
- ナンシーのミラクルレズげっちゅ!!2 池袋編（5月28日、フール）
- これが噂の痙攣薬漬け レズヴァージョン（9月6日、ナチュラルハイ）共演:三上翔子、吉沢ミズキ
- 淫夢 峰なゆか（9月18日 宇宙企画）

2006年
- DeepKISS 犯す女、犯される女。（1月31日、マックスエー）共演:柊杏奈、サリナ、大友園子
- これが噂の痙攣酒漬け酔淫倶楽部レズヴァージョン（2月4日、ナチュラルハイ）共演:じゅんこ、めぐみ、りさ、松島やや、桜田さくら
- レズビアンラプソディ 遠野春希（3月3日、桃太郎映像出版）共演:遠野春希、水橋みく、ミュウ
- 本格レズ 美人社長 嫉妬と愛と権力と（4月7日、東京音光）共演:桜田さくら、ミュウ
- ミュウとナンシーがカラオケBOXでマジ乱入!!!(5月12日、ホットエンターテイメント）共演:ミュウ
- これが噂の痙攣酒漬け酔淫倶楽部 レズヴァージョン2（5月18日 ナチュラルハイ）共演:桜田さくら、松島やや、ゆりあ
- 女子トイレで素人ギャル犯し!（6月25日 ホットエンターテイメント）共演:ミュウ
- レズフィスト 被虐女の愛憎（12月7日 アウトビジョン）共演:姫宮ラム、渋沢みさ
- これが噂の痙攣薬漬け レズヴァージョン 5（12月29日、ナチュラルハイ）共演:ミュウ

2007年
- Lesbian Real Study Vol.1（3月25日 リアルデジタルコンテンツ）共演:若葉ひな
- Lesbian Real Study vol 2（3月25日 リアルデジタルコンテンツ）共演:滝本沙耶香
- お姉さまたちの敏感爆乳ペット（5月30日、ワープエンタテインメント）共演:ミュウ、松島やや、秋津薫
- 私の巨乳ちゃん、紹介します。01 まい[20歳・靴屋店員]（6月15日 ドリームチケット）※ビーカップ順子名義
- 私の巨乳ちゃん、紹介します。02 ゆうか[21歳・フリーター]（7月15日 ドリームチケット）※ビーカップ順子名義
- 私の巨乳ちゃん、紹介します。03 りさ[18歳・美術系専門生]（8月15日 ドリームチケット）※ビーカップ順子名義
- 私の巨乳ちゃん、紹介します。04 あやか[19歳・カフェ店員]（9月15日 ドリームチケット）※ビーカップ順子名義
- これが噂の痙攣酒漬け酔淫倶楽部 レズヴァージョン2（9月27日、ナチュラルハイ）共演:桜田さくら、松島やや
- 私の巨乳ちゃん、紹介します。05 めい[18歳・中華料理店員]（10月15日 ドリームチケット）※ビーカップ順子名義
- 女子トイレで素人ギャル犯し!（12月26日、ホットエンターテイメント）共演:ミュウ

2008年
- レズ伝授~初めての潮吹き~（3月20日、SODクリエイト）
- 顔出し素人娘（うぶっこ）を容赦なきクリトリス電マ攻撃☆（4月17日、SODクリエイト）
- 親友なら!親友のマ○コ当ててみろ（4月17日、LADY×LADY）共演:ミュウ

他

### 成人映画
- ハードレズビアン クイック＆ディープ（2005年02月25日、新東宝映画）他出演:夏目今日子、速水今日子、小林まり子、原ひとみ、饗場圭一、真実一路、本多菊次朗
- 人妻懺悔劇場 あ～ん、神様……許してください（2007年1月10日、CRプロジェクト）他出演:長嶋玲子、荒井まどか、岩下由里香、山口玲子、間宮結

### 監督作品
- ナンシー&金魚のLOVE舐めレズビアン（AVS）共演:磯野金魚
- ナンシー&かえでのLOVE舐めレズビアン（AVS）共演:かえで